# Setge de Naxos (499 aC)
El setge de Naxos (499 aC) va ser un intent fallit del tirà Aristàgores de Milet, que operava amb el suport i en nom de l'Imperi Persa de Darios el Gran, de conquerir l'illa de Naxos. Va ser la primera batalla de les guerres mèdiques, que finalment es perllongarien durant cinquanta anys.
Aristàgores havia estat contactat pels aristòcrates exiliats de Naxos, que volien tornar a la seva illa. En veure l'oportunitat de reforçar la seva posició a Milet, Aristàgores va buscar l'ajuda del seu senyor, el rei persa Darios el Gran, i del sàtrapa local, 
Artafernes, per conquerir Naxos. En acceptar l'expedició, els perses van aplegar una força de 200 trirrems sota el comandament de Megabates.
L'expedició es va convertir ràpidament en una debacle. Aristàgores i Megabates van discutir durant el viatge a Naxos, i algú (possiblement Megabates) va informar els habitants de Naxos de la imminent arribada de la força. Quan van arribar, els perses i els jonis es van trobar amb una ciutat ben preparada per ser assetjada. La força expedicionària es va preparar degudament per assetjar els defensors, però després de quatre mesos sense èxit, es va quedar sense diners i es va veure obligada a tornar a Àsia Menor.
Després d'aquesta desastrosa expedició, i en pressentir la seva imminent destitució com a tirà, Aristàgoras va optar per incitar tota Jònia a la rebel·lió contra Darios el Gran. La revolta es va estendre llavors a Cària i Xipre. Durant tres anys, els perses feren campanya persa per Àsia Menor, sense efecte decisiu, fins que es van reagrupar i es dirigiren directament a l'epicentre de la rebel·lió, a Milet. A la batalla de Lade, els perses van derrotar decisivament la flota jònica i van posar fi a la rebel·lió. Tot i que Àsia Menor havia tornat a la cleda persa, Darios va jurar castigar Atenes i Erètria, que havien donat suport a la revolta. El 492 aC. començaria, per tant, la primera invasió persa de Grècia com a conseqüència del fallit atac a Naxos i de la Revolta Jònica.

## Rerefons
A l'edat fosca grega que vingué a continuació del col·lapse de la civilització micènica, un nombre significatiu de grecs havien emigrat a l'Àsia Menor i s'hi van establir. Aquests colons eren de tres grups tribals: els eolis, els doris i els jonis. Els jonis s'havien establert al voltant de les costes de Lídia i Cària, i varen fundar les dotze ciutats que formaven Jònia. Aquestes ciutats eren Milet, Miünt i Priene a Cària; Efes, Colofó, Lebedos, Teos, Clazòmenes, Focea i Èritres a Lídia; i les illes de Samos i Quios. Les ciutats de Jònia s'havien mantingut independents fins que van ser conquerides pel famós rei lidi Cresos, cap al 560 aC.Aleshores, les ciutats jòniques van romandre sota el domini lidi fins que Lídia va ser al seu torn conquistada pel naixent Imperi Aquemènida de Cir el Gran. Els perses consideraven els jonis difícils de governar. En altres llocs de l'imperi, Cir va poder identificar grups d'elits nadius per ajudar-lo a governar els seus nous súbdits, com ara el sacerdoci de Judea. A les ciutats gregues no existia un grup d'aquest tipus en aquesta època; si bé solia haver-hi una aristocràcia, aquesta es dividia inevitablement en faccions enfrontades. Per tant, els perses es van conformar amb patrocinar un tirà a cada ciutat jònia, encara que això els impliqués en els conflictes interns dels jonis. A més, un tirà podia desenvolupar una tendència independent i haver de ser substituït. Els mateixos tirans s'enfrontaven a una tasca difícil; havien de desviar el pitjor de l'odi dels seus conciutadans, tot mantenint-se a favor dels perses.

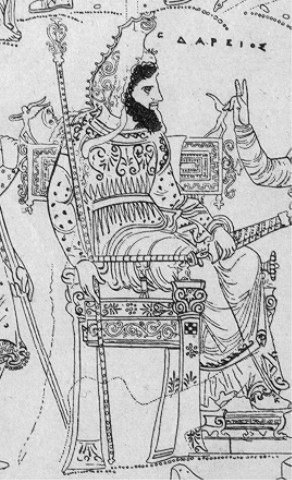
Darios I de Pèrsia, imaginat per un pintor grec,

Uns 40 anys després de la conquesta persa de Jònia, i en el regnat del quart rei persa, Darios el Gran, el tirà de Milèsia Aristàgores de Milet es va trobar en aquesta situació familiar. L'oncle d'Aristàgores, Histieu, havia acompanyat Darios en campanya l'any 513 aC, i quan se li va oferir una recompensa, va demanar part del territori traci conquerit. Per bé que se li va concedir, l'ambició de Histieu va alarmar els consellers de Darios, per la qual cosa Histieu va ser encara més "recompensat" en ser obligat a romandre a Susa com a "Acompanyant de Reial Taula" de Darios.En prendre el relleu d'Histieu, Aristàgores es va enfrontar a un creixent descontentament a Milet.
De fet, aquest període de la història grega destaca per l'agitació social i política de moltes ciutats gregues, especialment per l'establiment de la primera democràcia a Atenes. L'illa de Naxos, que forma part del grup de les Cíclades al mar Egeu, també es va veure afectada en aquest període per l'agitació política. Naxos havia estat governada pel tirà Ligdamis, un protegit del tirà atenès Pisístrat, fins al voltant de l'any 524 aC, quan va ser enderrocat pels espartans. Després d'això, sembla que va florir una aristocràcia nativa, i Naxos es va convertir en una de les illes més pròsperes i poderoses de l'Egeu.Malgrat el seu èxit, Naxos no va ser immune a les tensions de classe i els conflictes interns, i poc abans del 500 aC, la població va prendre el poder, va expulsar els aristòcrates i va establir una democràcia.
L'any 500 aC, alguns exiliats de Naxos es van posar en contacte amb Aristàgores i li van demanar que els ajudés a recuperar el control de l'illa En veure l'oportunitat d'enfortir la seva posició a Milet amb la conquesta de Naxos, Aristàgores es va adreçar al sàtrapa de Lídia, Artafernes, amb una proposta. Si Artafernes proporcionava un exèrcit, Aristàgores conqueriria l'illa en nom de Darios, i després donaria a Artafernes una part del botí per cobrir el cost de reunir l'exèrcit.A més, Aristàgores va suggerir que un cop Naxos caigués, les altres Cíclades també ho farien ràpidament, i fins i tot va suggerir que Eubea podria ser atacada en la mateixa expedició.Artafernes va estar d'acord en principi, i va demanar a Darios permís per endegar l'expedició. Darios va accedir, i es va aplegar una força de 200 trirremes per atacar Naxos l'any següent.

## Preludi
A la primavera del 499 a.C. amb la flota persa ja aplegada, aquesta va fer cap a Jònia. Artafernes va posar el seu cosí (i de Darios) Megabates al capdavant de l'expedició, i el va enviar a Milet amb l'exèrcit persa. Allà se'ls van unir Aristàgores i les forces milèsies, i llavors van embarcar i es van fer a la mar. Per no alertar els naxians, la flota va navegar inicialment cap al nord, en direcció a l'Hel·lespont, però quan van arribar a Quios van fer marxa enrere i es van dirigir al sud, a Naxos.

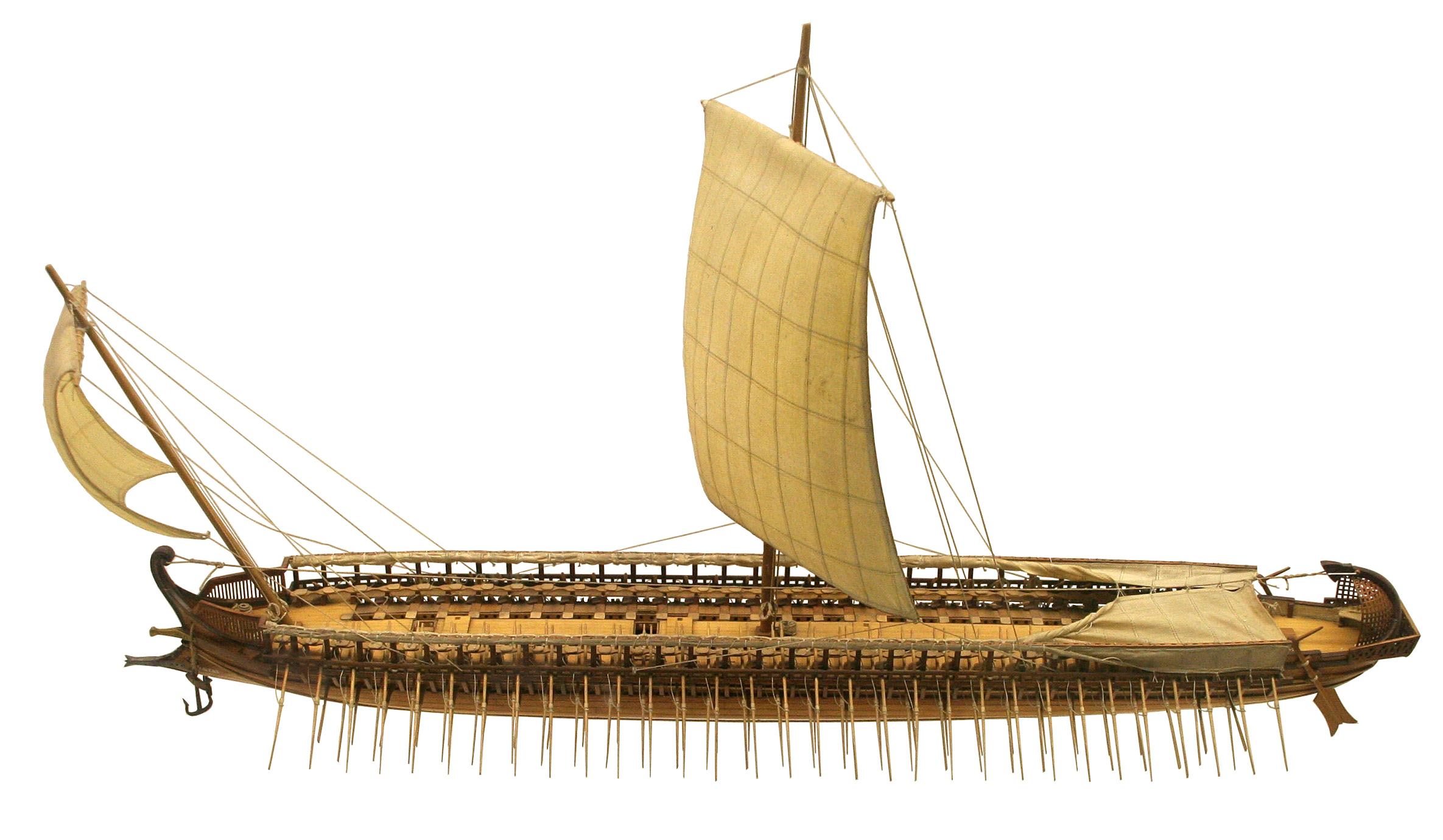
Model reconstruït d'una trirrem, el tipus de vaixell utilitzat tant per les forces gregues com per les perses.

Heròdot explica que Megabates va inspeccionar els vaixells (probablement mentre estaven ancorats per passar la nit), i es va trobar amb un vaixell de Mindos que no havia posat sentinelles.Megabates va ordenar a la seva guàrdia que trobés el capità del vaixell, Scylax, i després va fer que el capità es fiqués en un dels forats dels rems del vaixell amb el cap fora i el cos dins del vaixell.La notícia del tracte al seu amic va arribar a Aristàgores, que es va dirigir a Megabates i li va demanar que reconsiderés la seva decisió. Quan Megabates es va negar a concedir els desitjos d'Aristàgores, aquest es va limitar a alliberar el capità ell mateix.Com era d'esperar, Megabates es va enfurismar amb Aristàgores, que al seu torn va replicar "Però tu, què tens a veure amb aquests assumptes? No t'ha enviat Artafernes perquè m'obeïssis i naveguessis on jo et digués? Per què fiques el nas on no et demanen?". Segons Heròdot, Megabates es va enfurismar tant per això que va enviar missatgers a la gent de Naxos per avisar-los de l'aproximació de la força persa.
Els historiadors moderns, dubtant que un comandant persa hagués sabotejat la seva pròpia invasió, han suggerit diversos altres escenaris possibles. No obstant això, és impossible saber exactament com es van adonar els naxians de la invasió, però sens dubte n'eren conscients i van començar a fer els preparatius adients. Heròdot ens explica que els naxians no havien tingut abans cap indici de l'expedició, però que quan van arribar les notícies van portar tot dels camps, van reunir prou menjar per sobreviure a un setge i van reforçar les seves muralles.

## Forces oposades
Heròdot no proporciona xifres completes de cap dels dos bàndols, però dona una idea de la grandària d'ambdues forces. Evidentment, atès que combatien al seu propi territori, les forces naxianes podrien haver inclòs teòricament tota la població. Heròdot diu en el seu relat que els "naxians tenen vuit mil homes que porten escuts", cosa que suggereix que hi havia 8.000 homes capaços d'equipar-se com a hoplites. Aquests homes haurien format una forta columna vertebral de la resistència naxiana.
La força persa es basava principalment en 200 trirrems.No és clar si hi havia vaixells de transport addicionals. La dotació estàndard d'una trirrem era de 200 homes, inclosos 14 infants de marina. A la segona invasió persa de Grècia, cada vaixell persa portava trenta infants de marina addicionals, i probablement també va ser així en la primera invasió, quan tota la força d'invasió fou aparentment transportada en trirrems. A més, els vaixells de Quios a la batalla de Lade també portaven 40 infants de marina cadascun. Això suggereix que una trirrem podia portar un màxim de 40-45 soldats -les trirrems semblen haver-se desestabilitzat fàcilment pel pes extra- Si la força persa a Naxos s'hagués constituït de la mateixa manera, llavors hauria tingut al voltant de 8.000 o 9.000 soldats (a més de molts remers desarmats).

## Setge

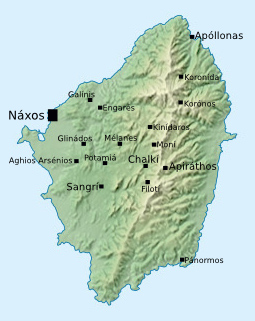
Mapa de Naxos, que mostra la ciutat principal homònima

Quan els jonis i els perses van arribar a Naxos, es van enfrontar a una ciutat ben fortificada i proveïda.Heròdot no ho diu explícitament, però aquesta era presumiblement la capital homònima de Naxos. Aporta pocs detalls de les accions militars que es van produir, tot i que s'apunta que hi va haver un primer assalt a la ciutat, que va ser repel·lit. Els jonis i els perses es van dedicar a assetjar la ciutat. No obstant això, al cap de quatre mesos, els perses s'havien quedat sense diners, i Aristàgores també va gastar molt.Desmoralitzada, l'expedició es va preparar per tornar a Àsia Menor amb les mans buides. Abans de partir, van construir a l'illa una fortalesa per als aristòcrates naxians exiliats,una estratègia típica al món grec per als exiliats per lluites internes, que els permetia tenir una base des de la qual tornar ràpidament, si els esdeveniments ho permetien.

## Conseqüències
Amb el fracàs del seu intent de conquerir Naxos, Aristàgores es va trobar en una situació desesperada; no podia pagar a Artafernes els costos de l'expedició i, a més, s'havia distanciat de la família reial persa. Esperava que Artafernes el desposseís del seu càrrec. En un intent desesperat per salvar-se, Aristàgores va optar per incitar els seus propis súbdits, els milesis, a rebel·lar-se contra els seus amos perses, amb la qual cosa incità la Revolta Jònica Tot i que Heròdot presenta la revolta com una conseqüència dels motius personals d'Aristàgores, és evident que Jònia devia haver estat madura per a la rebel·lió de totes maneres, ja que el principal greuge eren els tirans instal·lats pels perses.Les accions d'Aristàgores han estat comparades amb el llançament d'una flama a una caixa plena de llenya; van incitar a la rebel·lió a tota Jònia (i a Eòlida i l'Hexàpolis dòrica), i les tiranies van ser abolides a tot arreu, i es van establir democràcies al seu lloc.
Després d'haver portat tota l'Àsia Menor hel·lènica a la revolta, Aristàgores evidentment es va adonar que els grecs necessitarien altres aliats per lluitar contra els perses.A l'hivern del 499 aC, va navegar cap a la Grècia continental per intentar reclutar aliats. No va aconseguir persuadir els espartans, però les ciutats d'Atenes i Erètria van acceptar donar suport a la rebel·lió. A la primavera del 498 aC, una força atenesa de vint trirrems, acompanyada de cinc d'Erètria, per un total de vint-i-cinc trirrems, va salpar cap a Jònia.Es van unir amb la força jònica principal prop d'Efes. Aquesta força va ser guiada pels efesis a través de les muntanyes fins a Sardes, la capital de la satrapia d'Artafernes. Els grecs van enxampar desprevinguts els perses i van poder capturar la ciutat baixa. No obstant això, la ciutat baixa es va incendiar i els grecs, desmoralitzats, es van retirar de la ciutat i van començar a tornar a Efes. Les tropes perses a l'Àsia Menor van seguir la força grega, i la van encontrar fora d'Efes. És evident que els grecs, desmoralitzats i cansats, no eren rivals per als perses, i van ser completament derrotats en la batalla que va tenir lloc a Efes. Els jonis que van escapar de la batalla van anar cap a les seves pròpies ciutats, mentre que els atenesos i eretris restants van aconseguir tornar als seus vaixells i van navegar de tornada a Grècia.

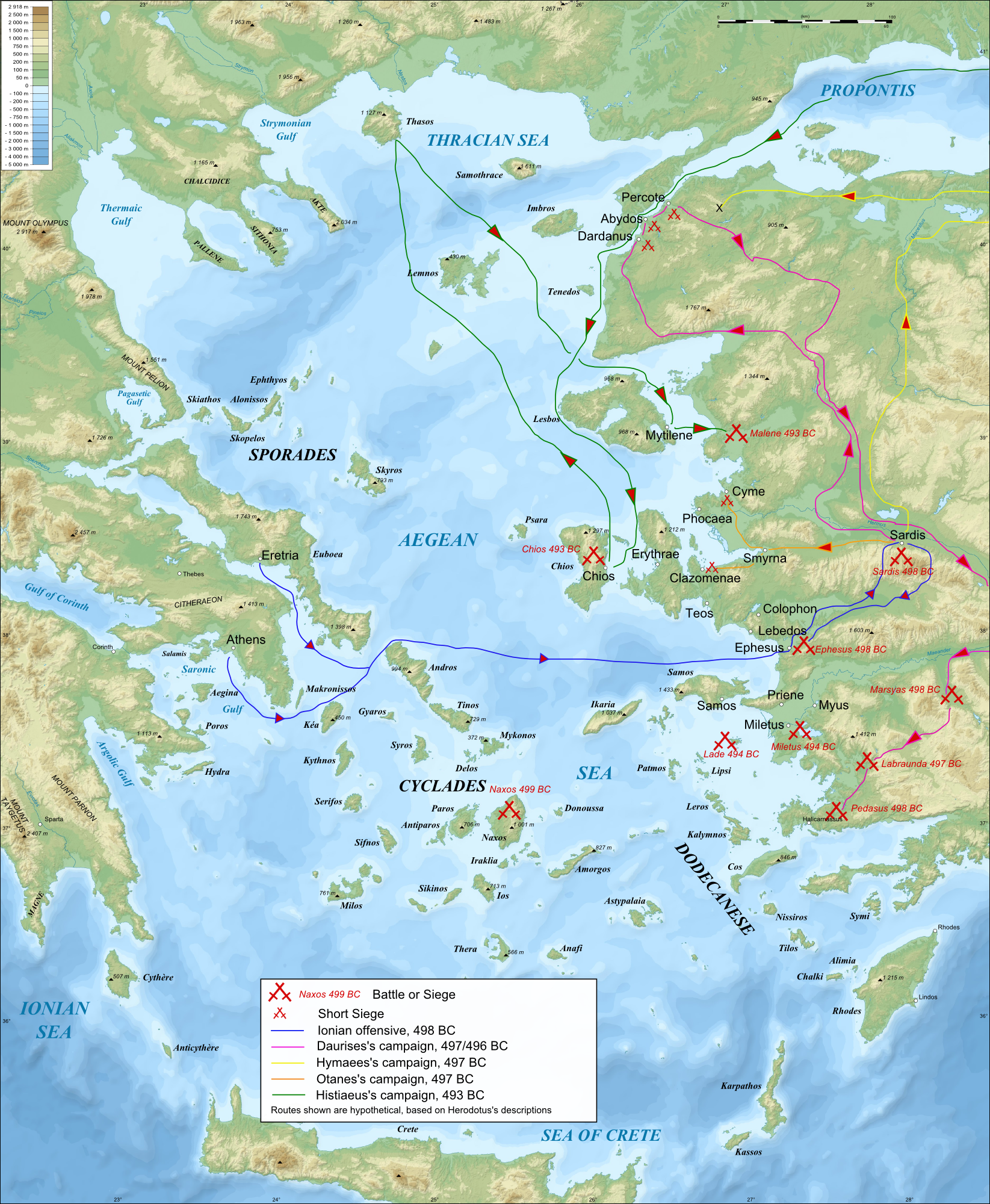
Principals esdeveniments de la Revolta Jònica.

Tot i aquests contratemps, la revolta es va estendre encara més. Els jonis van enviar homes a l'Hel·lespont i a Propontis, i van capturar Bizanci i les altres ciutats properes.També van persuadir els caris perquè s'unissin a la rebel·lió.A més, en veure la propagació de la rebel·lió, els regnes de Xipre també es van rebel·lar contra el domini persa sense cap persuasió externa.Durant els tres anys següents, l'exèrcit i la marina perses van estar totalment ocupats en la lluita contra les rebel·lions de Cària i Xipre, i sembla que Jònia va viure una pau incòmoda durant aquests anys. En el moment àlgid de la contraofensiva persa, Aristàgores, en intuir que la seva posició era insostenible, va decidir abandonar el seu lloc com a líder de Milet i de la revolta, i va abandonar Milet. Heròdot, que evidentment té una visió força negativa d'ell, suggereix que Aristàgores simplement va perdre els nervis i va fugir.
En el sisè any de la revolta (494 aC), les forces perses s'havien reagrupat. Les forces terrestres disponibles es van aplegar en un sol exèrcit, i van ser acompanyades per una flota subministrada pels xipriotes resubjugats, i els egipcis, cilicis i fenicis. Els perses es van dirigir directament a Milet, i prestaren poca atenció a altres reductes,, presumiblement amb la intenció d'afrontar la revolta en el seu centre. Els jonis van tractar de defensar Milet per mar, deixant la defensa de Mileto als milesis. La flota jònia es va reunir a l'illa de Lade, davant de la costa de Milet. Els perses no estaven segurs de la victòria a Lade, per la qual cosa van intentar persuadir alguns dels contingents jonis perquè desertessin.Si bé això no va tenir èxit al principi, quan els perses finalment van atacar els jonis, el contingent de Samos va acceptar l'oferta persa. Quan les flotes persa i jònia es van trobar, els vaixells de Samos es van allunyar de la batalla, la qual cosa va provocar el col·lapse de la línia de batalla jònia. Tot i que el contingent de Quios i alguns altres vaixells es van quedar i van lluitar de valent contra els perses, la batalla es va perdre.
Amb la derrota a Lade, la Revolta Jònica estava pràcticament acabada. L'any següent, els perses van reduir els últims reductes rebels i van començar el procés de pacificació de la regió. La Revolta Jònica va constituir el primer gran conflicte entre Grècia i l'Imperi Persa, i com a tal representa la primera fase de les guerres mèdiques. Tot i que Àsia Menor havia tornat a la cleda persa, Darios va jurar castigar Atenes i Erètria pel seu suport a la revolta.A més, en veure que les innombrables ciutats estat de Grècia suposaven una amenaça contínua per a l'estabilitat del seu imperi, va decidir conquistar tota Grècia. L'any 492 aC. començaria la primera invasió persa de Grècia, la següent fase de les guerres mèdiques, com a conseqüència directa de la Revolta Jònica.